# フリードリヒ1世 (ニュルンベルク城伯)
フリードリヒ1世・フォン・ニュルンベルク＝ツォレルン（Friedrich I. von Nürnberg-Zollern、ツォレルン伯としてはフリードリヒ3世、1139年頃 - 1200年頃）は、中世のニュルンベルク城伯領の領主。ツォレルン家出身者で初の城伯である。

## 生涯
フリードリヒ1世は、ツォレルン伯としてはこの名を使った3人目の人物である。彼は、おそらく、1142年頃に亡くなったフリードリヒ2世の息子または孫であると推測される。フリードリヒ1世は1171年からシュタウフェン家の従士であったことが証明されている。特筆すべきは、フリードリヒの結婚である。シュヴェービシェ・アルプに所領を有していた彼は、ニュルンベルク城伯の相続権を持つ娘ゾフィア・フォン・ラープス（1218年頃没）と結婚した。彼は、ハインリヒ6世によって1191年にニュルンベルク城伯に封ぜられ、これによりツォレルン家のフランケン家系を創設したのであった。14世紀中頃からこの家門はホーエンツォレルン家を名乗った。

## 後継者
ゾフィアとの結婚からは、以下の子女が誕生した。
- コンラート1世
- フリードリヒ2世
- エリーザベト（? - 1255年） - ロイヒテンベルク方伯ゲープハルト3世と結婚